# 土倉一貞
土倉 一貞（とくら かずさだ、元禄11年6月12日（1698年7月19日） - 宝暦10年12月4日（1761年1月9日））は、岡山藩の家老。
実父は片桐池田家の池田長喬、実母は伊木幸和の娘。同母兄に池田長處。正室は池田政森の娘。子は土倉一信。幼名は豊之介。通称は左膳、市正。初名は一明。号は了翁。

## 生涯
元禄11年（1698年）6月12日、岡山藩家老池田長喬の次男として岡山に生まれる。正徳2年（1712年）、岡山藩家老土倉一涂の死去により養子となって、3月9日に家督を相続し、岡山藩家老、佐伯1万石の領主となり、通称を左膳と名乗る。
享保7年（1722年）、藩主池田継政と伊達吉村の娘和子との婚儀で、貝桶受け取りを務めるため江戸に下向した。
宝暦9年（1759年）、隠居して嫡子の一信に家督を譲り、剃髪して了翁と号した。宝暦10年（1763年）12月4日死去、享年64。

## 人物・逸話
佐伯ではコンニャクの製造が盛んで、その販売の商標に土倉家の家紋「折れ松葉」の使用を許可した。